# Boris Goldenblank
Boris Mijáilovich Goldenblank Wainberg (Iași, 4 de septiembre de 1926-Guadalajara, 10 de enero de 2015) fue un director de cine, guionista y profesor soviético y ruso radicado en México.

## Biografía
Nació el 4 de septiembre de 1926 en Iași, Rumanía, en el seno de una familia de clase baja; sus padres fueron Mendel Motelevich Goldenblank (1896-1961) y Sima Borukhovna Goldenblank (de soltera Weinberg), ambos originarios de Chisináu. Su educación fue interrumpida por el avance de las tropas nazis y los bombardeos, razón por la que se perdieron todos sus documentos personales. Junto a su familia emigró al este, llegando a los Urales. Durante la Segunda Guerra Mundial, estudió en una escuela soviética, donde recibió documentos con una fecha de nacimiento diferente: 20 de marzo de 1928 (nunca más la cambió) y siéndole otorgado la nacionalidad soviética. Tiempo después emigraría a Chisináu, donde se graduó del bachillerato en 1945.
En 1946 ingresó al departamento de dirección cinematográfica del Instituto Estatal de Cinematografía de la Unión Soviética (actual Universidad Panrusa Guerásimov de Cinematografía) donde fue alumno de Serguéi Eisenstein. Después de graduarse en 1952, comenzó a trabajar en películas de divulgación científica en el estudio de cine Mosnauchfilm. En 1975, dirigió la Asociación de Películas Geográficas Tsentrnauchfilm.
Fue miembro Partido Comunista de la Unión Soviética desde 1958. Después de haber sido admitido en la Unión Estatal de Cinematografistas de la URSS, obtuvo el cargo de presidente de la sección de documentales durante dos periodos. Fue miembro del Gremio de Directores de Cine de Rusia. Entre 1975 y 1989 se desempeñó como maestro de Dirección de Cine en su alma mater. Las obras del director han recibido premios y galardones en festivales internacionales de cine en Inglaterra, Hungría, Italia, Checoslovaquia, Rusia, Uruguay, Argentina y México. Fue galardonado con el Premio Estatal M. Lomonosov en 1975 y obtuvo el título de Artista de Honor de la RSFSR el 21 de julio de 1983.
En 1990 mientras se encontraba en Guadalajara visitando a su hija la cual se había casado con un mexicano, conoció a Daniel Varela, Director del Departamento de Televisión y Video de la Universidad de Guadalajara (UdeG), quien lo invitó a impartir allí un curso de cine documental. Coincidiendo con el declive de la producción cinematográfica soviética que comenzó en los 90, la propuesta fue aceptada y en 1991 Goldenblank emigró a México con su familia.
Habiendo ingresado al cuerpo académico de la UdeG su primer cargo fue como profesor de Realización Cinematográfica en el Departamento de Televisión y Video entre 1991 y 1997; de dicha fecha en adelante fue profesor titular de Realización y Documental en la licenciatura en Artes Audiovisuales (siendo fundador de dicha licenciatura, la primera en su género en México); y desde 2002 impartió Documental en la maestría en Estudios Cinematográficos.
El 11 de mayo de 2005 recibió el nombramiento de maestro emérito de la Universidad de Guadalajara.
Falleció el 10 de enero de 2015 a los 87 años de edad en su residencia de Guadalajara, Jalisco, por causa de un infarto fulminante.

## Filmografía seleccionada
- Los niños y la guerra (1968)
- Memorias sobre Shostakovich (1970)
- Luchar y buscar (1975)
- La batalla por el agua (1980)
- Variante sin elección (1988)
- Abril, el mes más cruel (1993)[7]
- Estas casas que ves (1994)[8]
- Voces del subterráneo (2007)[9]